# Maître de Taüll
Le Maître de Taüll, considéré comme le plus grand des peintres de fresques du XIIe siècle en Catalogne (Espagne) et également comme le plus important des peintres de l'art roman en Europe.

## Abside de Saint-Clément de Taüll
Sa principale œuvre est l'abside de Saint-Clément de Taüll. Les fresques de l'abside transférées sur toile en 1919, sont aujourd'hui exposées au musée national d'Art de Catalogne à Barcelone. Le Christ, inscrit dans une mandorle, est assis sur un arc représentant les Cieux. Ses pieds reposent sur la Terre. De sa main droite, il fait un geste de bénédiction. Sa main gauche tient un livre ouvert, où l'on peut lire la phrase « EGO SUM LUX MUNDI » (Je suis la lumière du monde), tirée de l'Évangile selon Jean. Les lettres Α alpha et Ω oméga (première et dernière lettre de l'alphabet grec), qui figurent sur les côtés, indiquent qu'il est le début et la fin de toutes choses. Autour de la mandorle se déploie une version quelque peu inhabituelle du Tétramorphe. En bas, à la droite du Christ, deux cercles contiennent, l'un un ange, l'autre le lion symbole de l'apôtre Marc. À sa droite un autre ange, accompagné du taureau, symbole de l'apôtre Luc. En haut à droite, l'homme ailé symbolise l'apôtre Matthieu, tandis qu'à la gauche du Christ un ange tient l'aigle, symbole de Jean. À chaque extrémité de la composition figure un ange, dont les ailes parsemées d'yeux symbolisent la Révélation. En dessous, de chaque côté de la fenêtre axiale, se tiennent une série de personnages inscrits sous une galerie d'arcades : d'un côté la Vierge Marie et les apôtres Barthélémy et Thomas, de l'autre Jean, Jacques et quelques traces du nom de Philippe.
On considère quasi parfaite sa manière d'articuler les espaces. Il dessine les visages des personnages avec un grand réalisme. Il utilise dans sa gamme de couleurs le carmin, le bleu et le blanc. On pense qu'il a amené d'Italie les matériaux nécessaires à son travail.
Grâce à une inscription sur une colonne de la nef, nous savons que le 10 décembre 1123, l'évêque de Roda Ramón a consacré l'église de Taüll et il est très probable qu'après avoir rencontré ce maître, il l'a chargé de réaliser la décoration de la petite abside de la cathédrale de Roda de Isábena dans la province de Huesca.
Les peintures de la chapelle principale de Santa María de Taüll présentent des affinités avec celles de Sant Climent ; l'artiste devait être proche du Maître de Taüll, bien que son travail soit moins génial et avec une gamme chromatique moins riche en nuances.

## Galerie

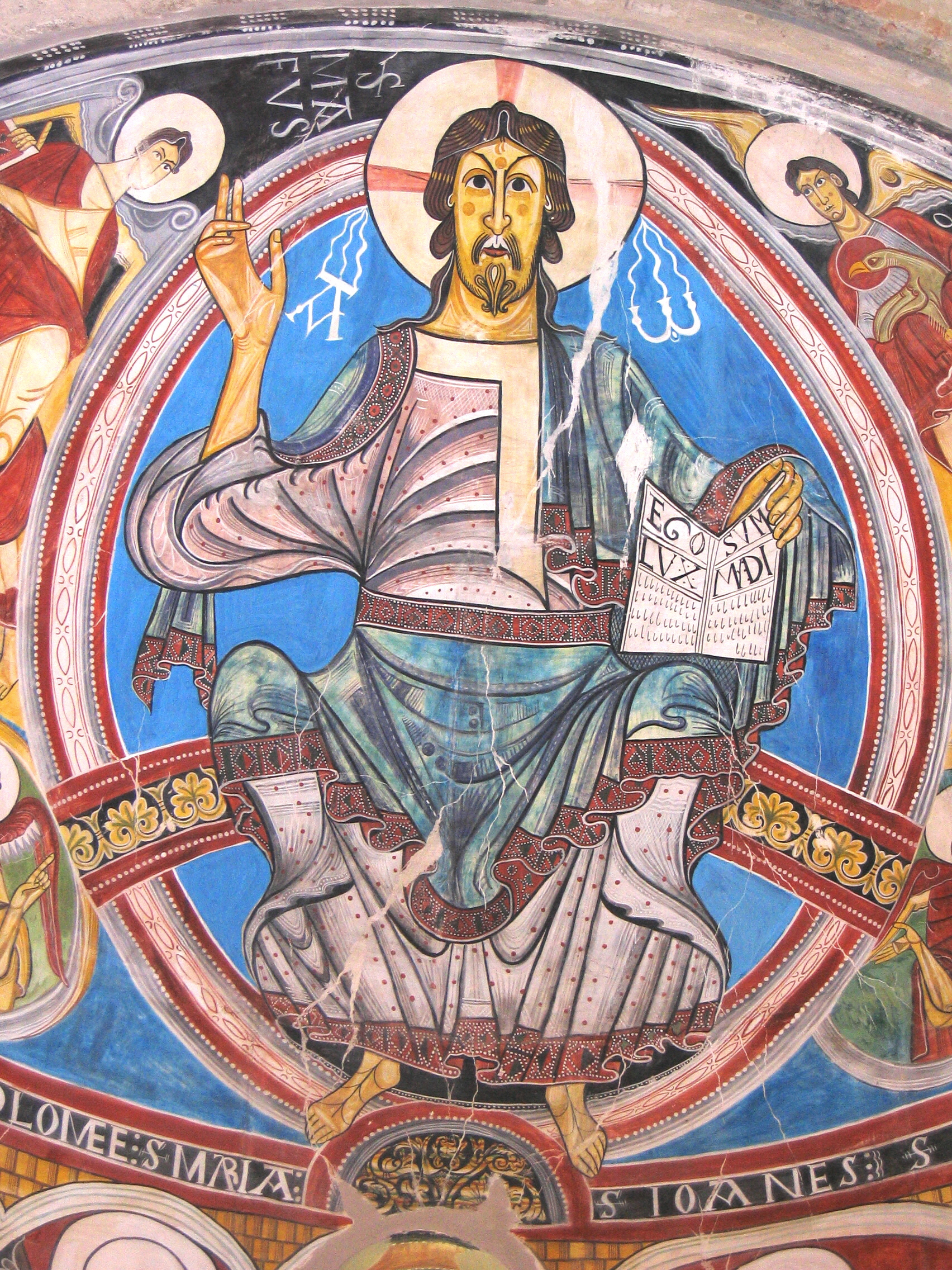
Christ Pantocrator de l'abside principale (copie).
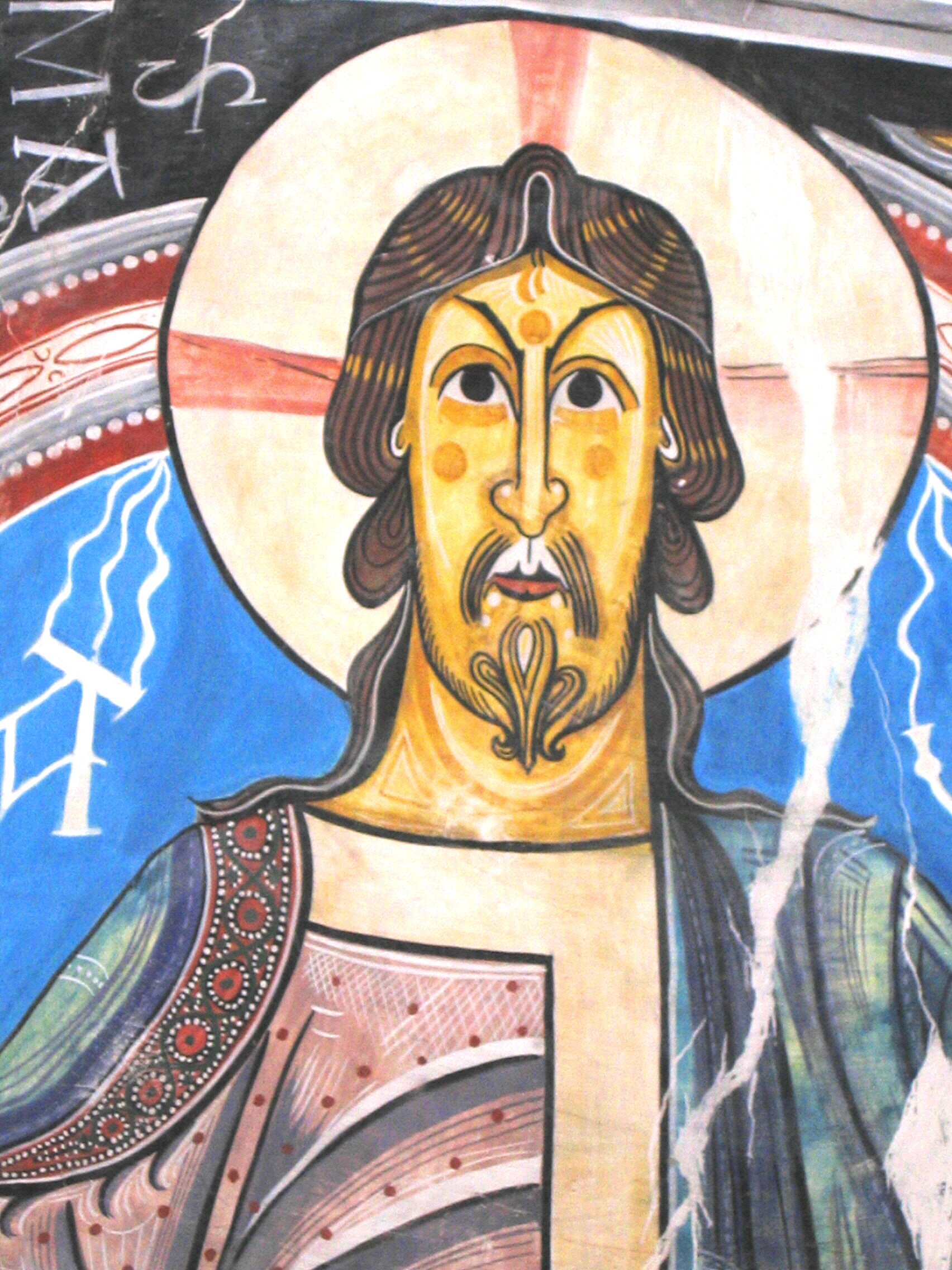
Visage du Christ (copie).
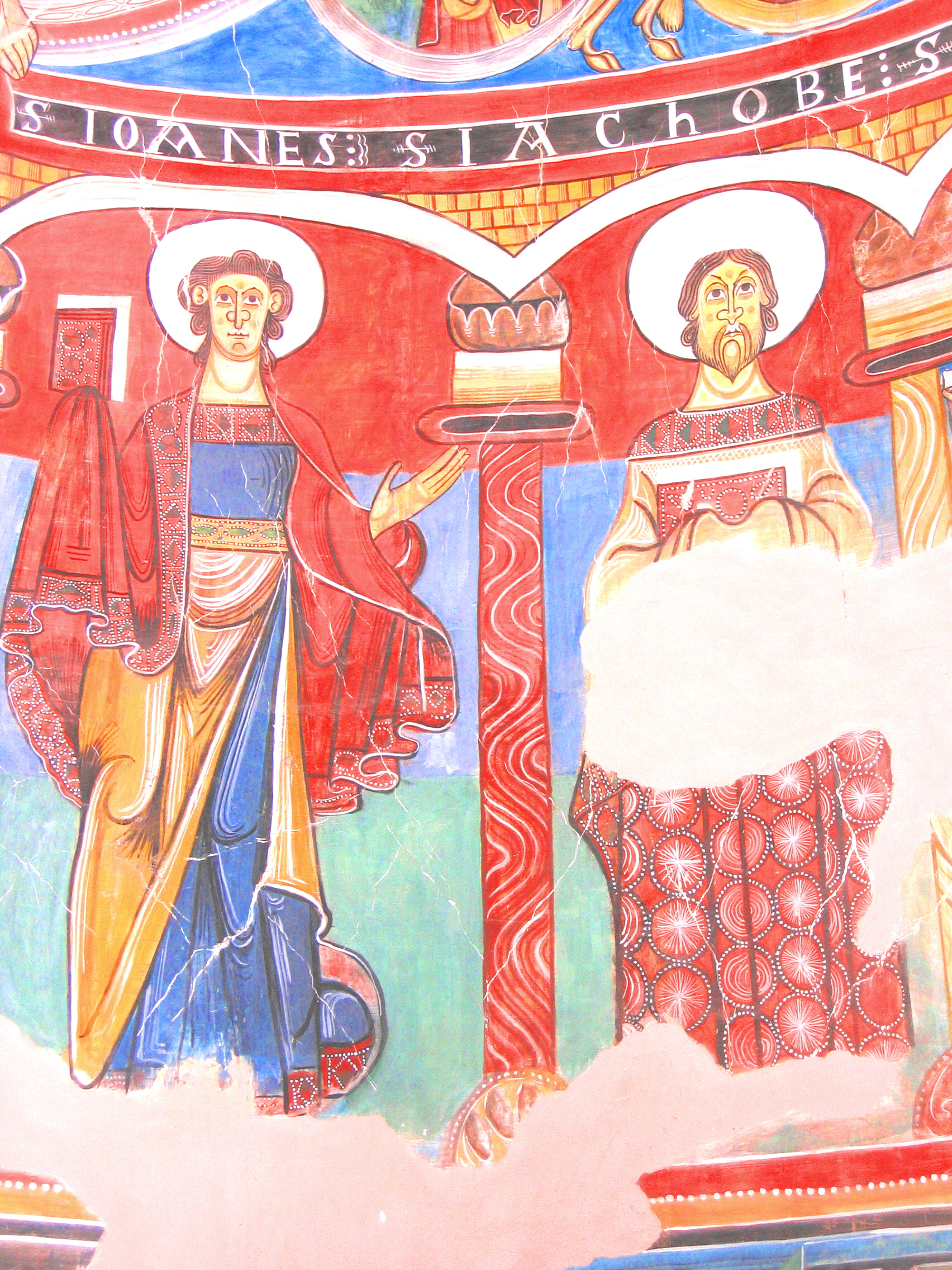
Les apôtres Jean et Jacques sous une galerie d'arcades (copie).
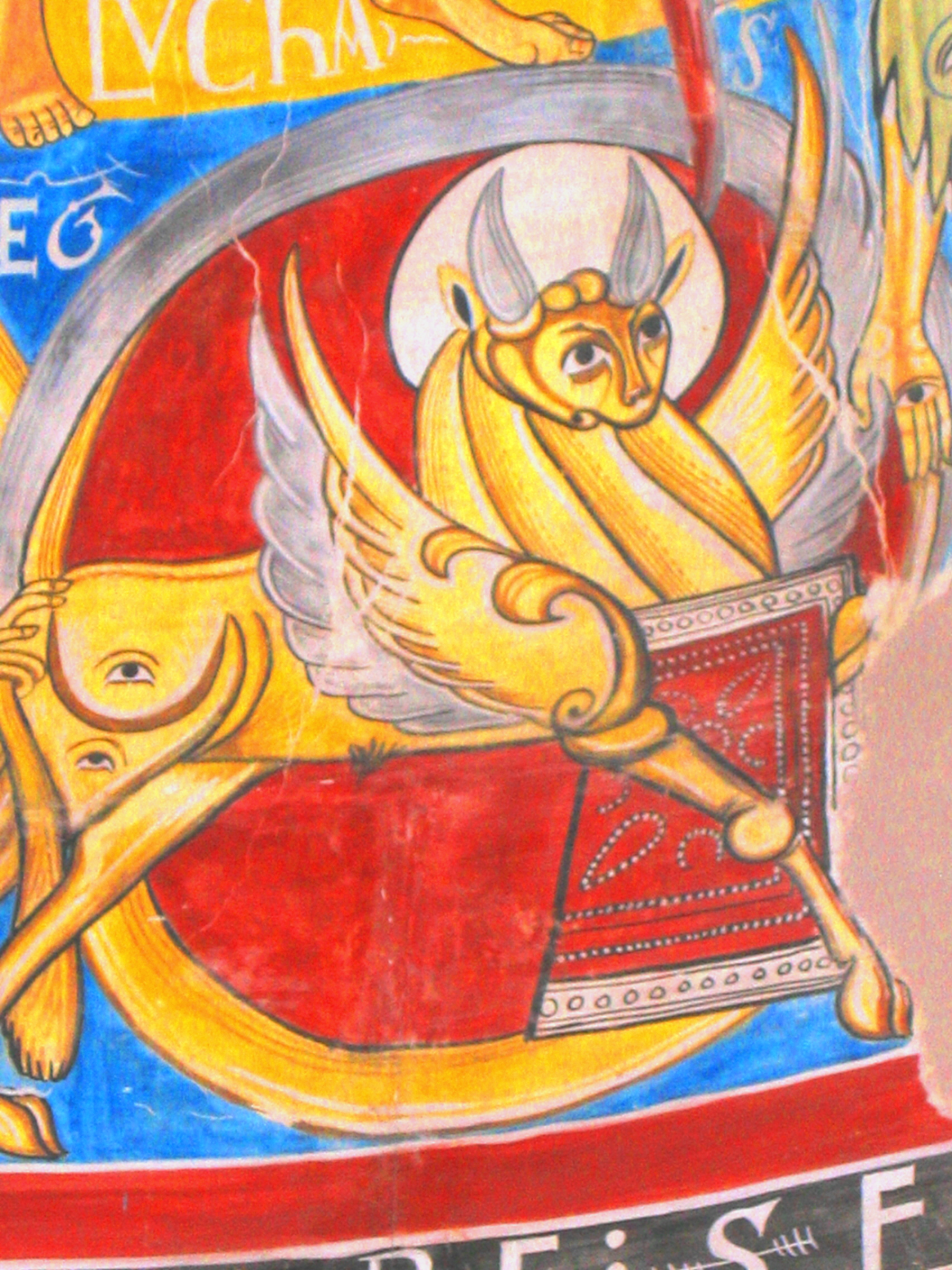
Détail du Tétramorphe : le Taureau symbolisant l'apôtre Luc (copie).
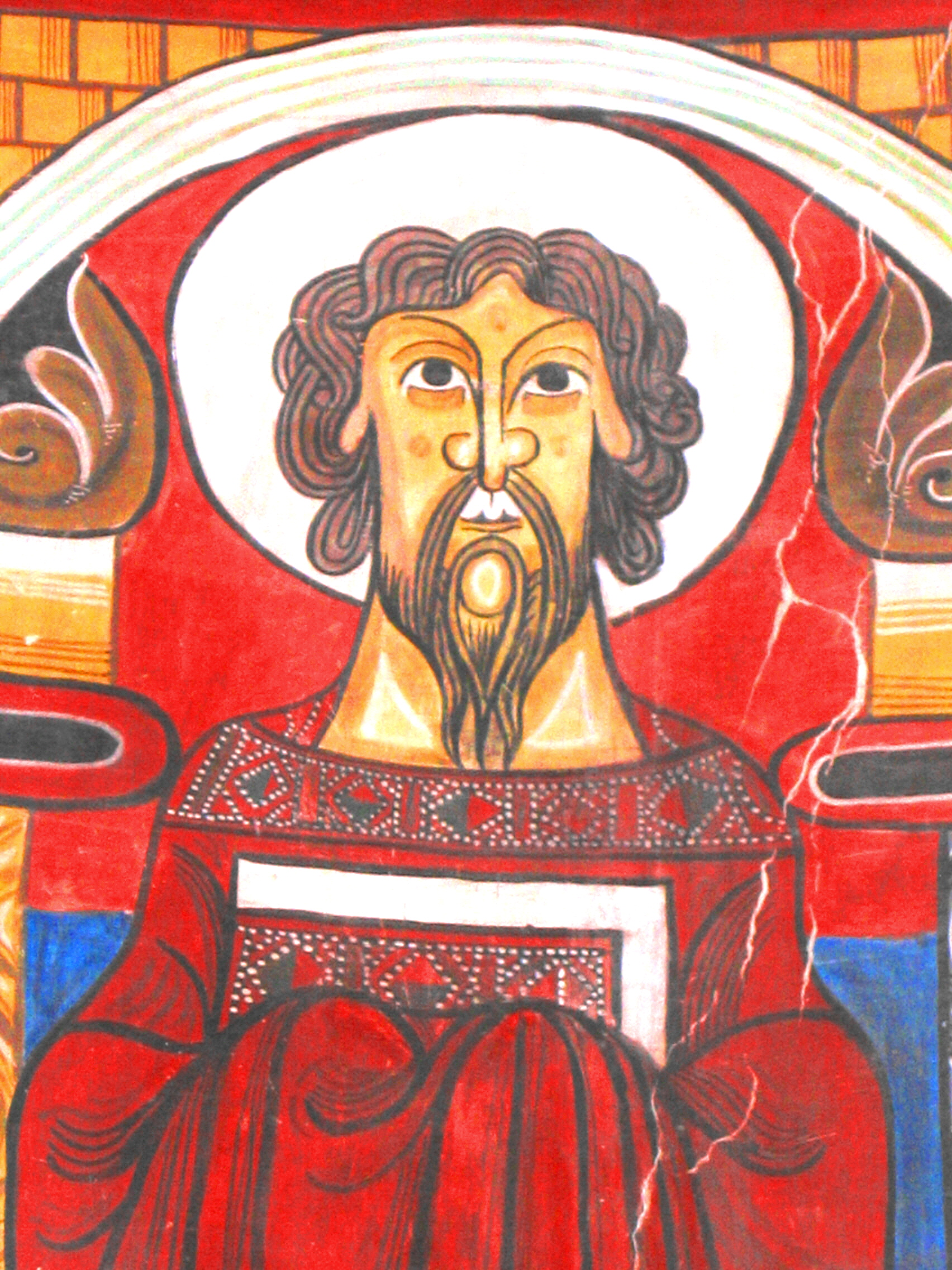
Détail de l'apôtre Barthélémy (copie).
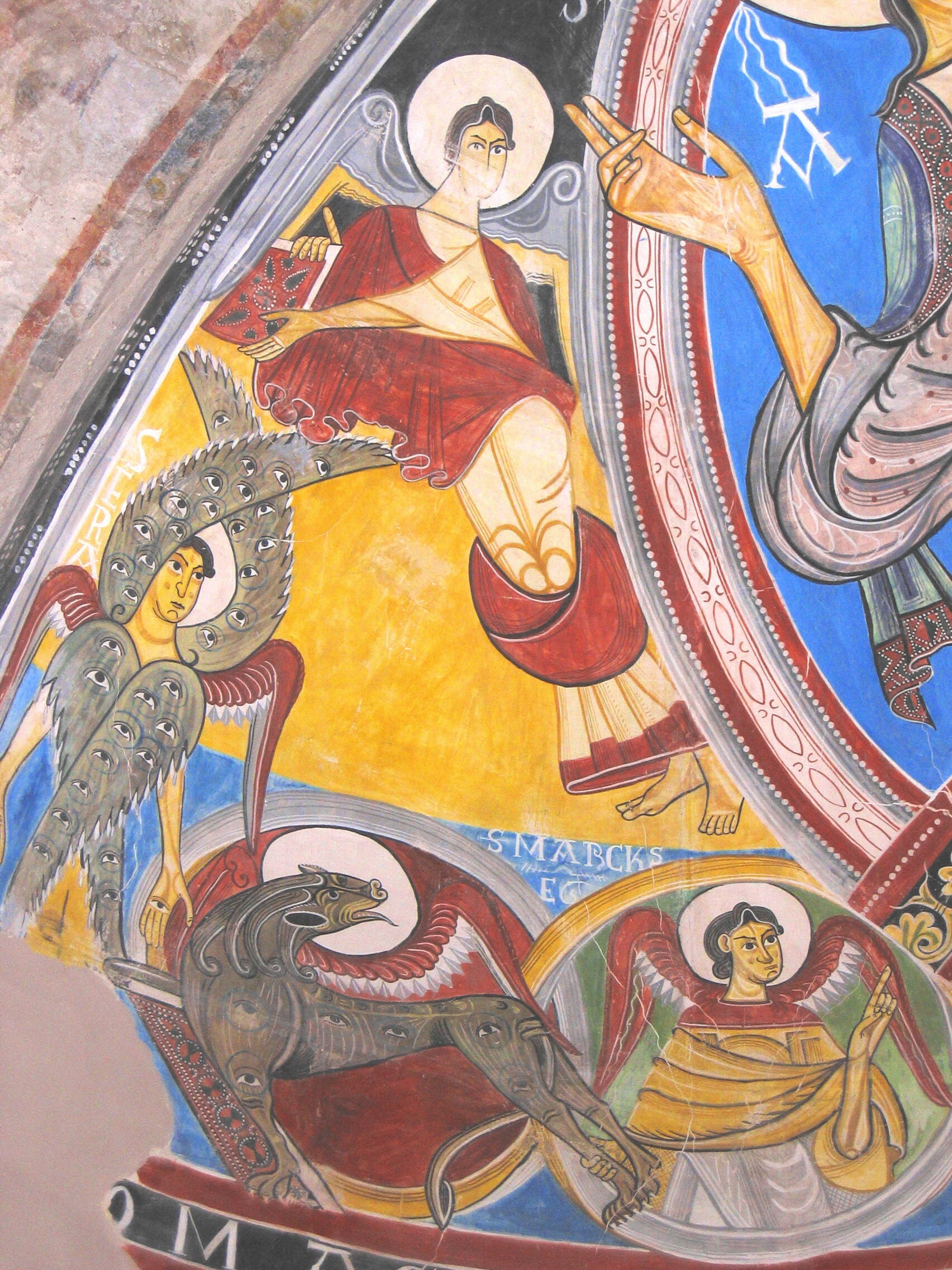
Détail du Tétramorphe : l'Homme symbolisant l'apôtre Mathieu, un ange aux ailes parsemées d'yeux ainsi qu'un autre ange à côté du Lion de l'apôtre Marc (copie).
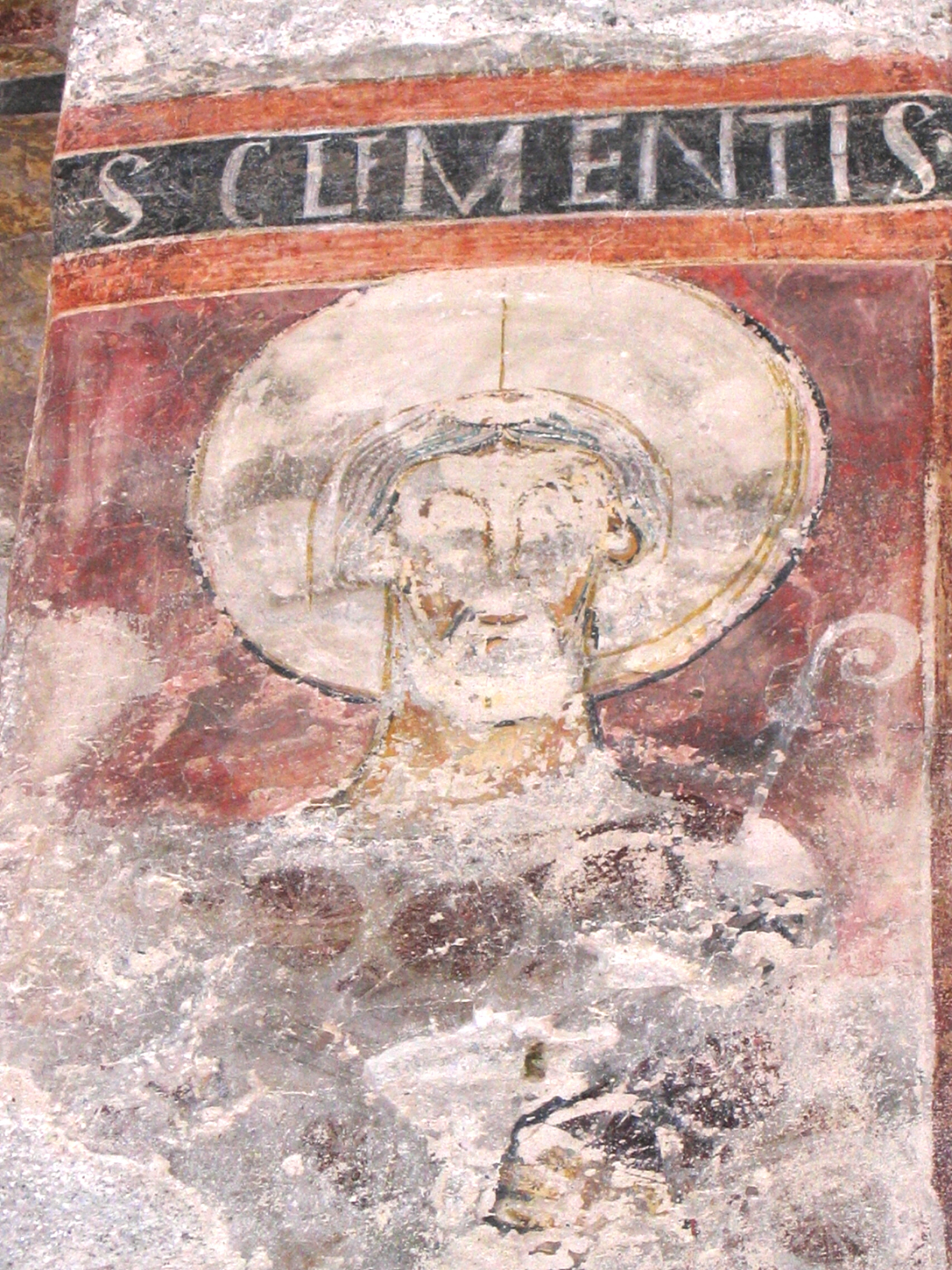
Restes de peinture originaux demeurés sur place.